# Свети Иван (Бузет)
Свети Иван (итал. San Giovanni) је насељено место у континенталном делу Истарске жупаније, Република Хрватска. Административно је у саставу Града Бузета.

## Становништво
Према последњем попису становништва из 2001. године у насељу Свети Иван живело је 198 становника који су живели у 49 породичних домаћинстава.
Кретање броја становника по пописима 1857—2001.
| година пописа  | 1857. | 1869. | 1880. | 1890. | 1900. | 1910. | 1921. | 1931. | 1948. | 1953. | 1961. | 1971. | 1981. | 1991. | 2001. |
| бр. становника | 181   | 169   | 205   | 221   | 229   | 350   | 0     | 0     | 206   | 191   | 160   | 144   | 128   | 191   | 198   |

Напомена:До 1961. исказивано под именом Св. Иван, а у 1971. и 1981. под именом Иван. У 1921. и 1931. подаци су садржани у насељу Бузет. У 1857. и 1869. садржи део података за насеља Бузет и Мала Хуба, а истих година део података садржан је у насељу Цуњ. Исказује се као насеље од 1953